# Doris Layton MacKenzie
Doris Layton MacKenzie, född 20 juni 1943 i Riverton, New Jersey, är en amerikansk psykolog och kriminolog. MacKenzie avlade doktorsexamen i psykologi vid Pennsylvania State University 1983. År 1989 fick hon utnämningen "Researcher of Distinction" och erbjöds en plats som gästforskare hos National Institute of Justice vid Uniteted States Department of Justice. MacKenzie har undervisat och föreläst på olika platser i världen, bland annat i FN, Kina och Stockholm. Sedan 2009 är hon professor i kriminologi vid Crime, Law and Justice program, Department of Sociology på Pennsylvania State University.
MacKenzie har fått flera utmärkelser för sina bidrag till den forskningen om brottslighet. År 2004 belönades hon med Bloch Award som delas ut av American Society of Criminology och utnämndes till "Most Distinguished Scholar" (2005) av American Society of Criminology Devision on Correction and Sentencing.

## Forskning
Som forskare har Machinzie genomfört omfattande studier kring vad som fungerar för att minska brottsligheten i samhället, rehabilitering och fängelsers påverkan på återfall (recidivism), självrapportering och boot camp-fängelser.

## Publikationer i urval

### Böcker
- MacKenzie, Doris L. (2007). "Identifying evidence-based practice in corrections", i Evidence-based internships. A manual for social work and criminal justice. Thomlison, Barbara och Corcoran, Kevin. Oxford, UK: Oxford University Press.
- MacKenzie, Doris L. (2007). "Juvenile boot camps" i Encyclopedia of Psychology and Law. Cutler, Brian L. (red). Sage Publications.
- MacKenzie, Doris L. (2006). What Works in Corrections? Reducing the Criminal Activities of Offenders and Delinquents. Cambridge, UK: Cambridge Press.
- MacKenzie, Doris L., O’Neill, Lauren, Povitsky, Wendy och Acevedo, Summer (red) (2006). Different Crimes, Different Criminals: Understanding, treating and preventing criminal behavior. Cincinnati, OH: LexisNexis/Anderson Publishing.
- MacKenzie, Doris L. (2006). "Understanding Criminals and Crime: Theory and Research", i Different Crimes, Different Criminals: Understanding, treating and preventing criminal behavior. MacKenzie, Doris L., O’Neill, Lauren, Povitsky, Wendy och Acevedo, Summer (red). Cincinnati, OH: LexisNexis/Anderson Publishing.
- Wilson, David B., och MacKenzie, Doris L. (2006). "Correctional boot camps and offending", i Preventing Crime: What Works for Children, Offenders, Victims, and Places. David P. Farrington och Brandon C. Welsh (red). Belmont, CA: Wadsworth.
- Mitchell, Ojmarrh, MacKenzie, Doris L., och Wilson, David B. (2006). "The effectiveness of incarceration-based drug treatment: An empirical synthesis of the research", i Preventing Crime: What Works for Children, Offenders, Victims, and Places. David P. Farrington och Brandon C. Welsh (red). Belmont, CA: Wadsworth.

### Artiklar
- Mitchell, Ojmarrh, Wilson, David B. och MacKenzie, Doris L. (2007). "Does incarceration-based drug treatment reduce recidivism? A meta-analytic synthesis of the research", i Jr. Exp. Criminology, 3(4): sid. 353-375.
- MacKenzie, Doris L., Bierie, David M. och Mitchell, Ojmarrh (2007). "An experimental study of a therapeutic boot camp: Impact on impulses, attitudes and recidivism", i Journal of Experimental Criminology, 3(3): sid. 221-246.
- O’Neill, Lauren, MacKenzie, Doris L. och Bierie, David M. (2007). "Educational Opportunities within Correctional Institutions: Does Facility Type Matter?", i The Prison Journal.
- Wilson, David B., Mitchell, Ojmarrh och MacKenzie, Doris L. (2006). "A systematic review of drug court effects on recidivism", i J. Exp. Criminol, 2: sid. 459-87.
- Mitchell, Ojmarrh och MacKenzie, Doris L. (2006). "The Stability and Resiliency of Self-Control in a Sample of Offenders", i Crime & Delinquency, 52(3): sid. 432-449.
- Mitchell, Ojmarrh och MacKenzie, Doris L. (2006). "Disconfirmation of the predictive validity of the self-appraisal questionnaire in a sample of high-risk drug offenders", i Criminal Justice and Behavior, 33(4): sid. 449-466.
- MacKenzie, Doris L. (2006). "Aftercare following a correctional boot camp may reduce recidivism", i Criminology & Public Policy, 5(2): sid. 501-504.